# Ronde van Castilië en León 2015
De 30e editie van de Ronde van Castilië en León vond in 2015 plaats van 17 tot en met 19 mei. De start was in Ávila, de finish op de Alto de Lubián. De ronde maakte deel uit van de UCI Europe Tour 2015, in de categorie 2.1. In 2014 won de Spanjaard David Belda. Deze editie werd gewonnen door de Fransman Pierre Rolland.

## Deelnemende ploegen
| WorldTour | ProContinentaal        | Continentaal           | Nationaal |
| --------- | ---------------------- | ---------------------- | --------- |
| Movistar  | Caja Rural-Seguros RGA | Burgos BH              | Spanje    |
|           | Colombia               | Murias Taldea          |           |
|           | Europcar               | Efapel                 |           |
|           |                        | Inteja-MMR             |           |
|           |                        | Join-S\|De Rijke       |           |
|           |                        | Lokosphinx             |           |
|           |                        | MG.Kvis-Vega           |           |
|           |                        | Rad-net Rose           |           |
|           |                        | Rádio Popular-Boavista |           |
|           |                        | Skydive Dubai          |           |
|           |                        | Tavira                 |           |
|           |                        | W52-Quinta da Lixa     |           |

## Etappe-overzicht
| etappe | datum    | start  | finish           | type      | afstand  | winnaar        | klassementsleider |
| ------ | -------- | ------ | ---------------- | --------- | -------- | -------------- | ----------------- |
| 1e     | 17 april | Ávila  | Alba de Tormes   | Heuvelrit | 147,4 km | Peio Bilbao    | Peio Bilbao       |
| 2e     | 18 april | Guarda | Fuentes de Oñoro | Bergrit   | 208 km   | Sergej Sjilov  | Carlos Barbero    |
| 3e     | 19 april | Zamora | Alto de Lubián   | Bergrit   | 179,2 km | Pierre Rolland | Pierre Rolland    |

## Etappe-uitslagen

### 1e etappe
| Ávila – Alba de Tormes (147,4 km) |                   |                        |          |
| Plaats                            | Naam              | Ploeg                  | Tijd     |
| Winnaar                           | Peio Bilbao       | Caja Rural-Seguros RGA | 3u35'19" |
| 2                                 | Enrique Sanz      | Movistar               | z.t.     |
| 3                                 | Carlos Barbero    | Caja Rural-Seguros RGA | z.t.     |
| 4                                 | Angélo Tulik      | Europcar               | z.t.     |
| 5                                 | Andrea Palini     | Skydive Dubai          | z.t.     |
| 6                                 | Jetse Bol         | Join-S\|De Rijke       | z.t.     |
| 7                                 | Kirill Svesjnikov | Lokosphinx             | z.t.     |
| 8                                 | Javier Moreno     | Movistar               | z.t.     |
| 9                                 | Edwin Ávila       | Colombia               | z.t.     |
| 10                                | Edgar Pinto       | Skydive Dubai          | z.t.     |

| Algemeen klassement |                   |                        |          |
| Plaats              | Naam              | Ploeg                  | Tijd     |
| Zwarte trui         | Peio Bilbao       | Caja Rural-Seguros RGA | 3u35'09" |
| 2                   | Enrique Sanz      | Movistar               | + 4"     |
| 3                   | Carlos Barbero    | Caja Rural-Seguros RGA | + 6"     |
| 4                   | Angélo Tulik      | Europcar               | + 10"    |
| 5                   | Andrea Palini     | Skydive Dubai          | z.t.     |
| 6                   | Jetse Bol         | Join-S\|De Rijke       | z.t.     |
| 7                   | Kirill Svesjnikov | Lokosphinx             | z.t.     |
| 8                   | Javier Moreno     | Movistar               | z.t.     |
| 9                   | Edwin Ávila       | Colombia               | z.t.     |
| 10                  | Edgar Pinto       | Skydive Dubai          | z.t.     |

### 2e etappe
| Guarda – Fuentes de Oñoro (208 km) |                      |                        |          |
| Plaats                             | Naam                 | Ploeg                  | Tijd     |
| Winnaar                            | Sergej Sjilov        | Lokosphinx             | 5u04'52" |
| 2                                  | Carlos Barbero       | Caja Rural-Seguros RGA | z.t.     |
| 3                                  | Miguel Ángel Rubiano | Colombia               | z.t.     |
| 4                                  | Angélo Tulik         | Europcar               | z.t.     |
| 5                                  | Edgar Pinto          | Skydive Dubai          | z.t.     |
| 6                                  | Jetse Bol            | Join-S\|De Rijke       | z.t.     |
| 7                                  | Peio Bilbao          | Caja Rural-Seguros RGA | z.t.     |
| 8                                  | Jonathan Castroviejo | Movistar               | z.t.     |
| 9                                  | Samuel Caldeira      | W52-Quinta da Lixa     | z.t.     |
| 10                                 | Diego Milán          | Inteja-MMR             | z.t.     |

| Algemeen klassement |                      |                        |          |
| Plaats              | Naam                 | Ploeg                  | Tijd     |
| Zwarte trui         | Carlos Barbero       | Caja Rural-Seguros RGA | 8u40'01" |
| 2                   | Peio Bilbao          | Caja Rural-Seguros RGA | z.t.     |
| 3                   | Miguel Ángel Rubiano | Colombia               | + 6"     |
| 4                   | Angélo Tulik         | Europcar               | + 10"    |
| 5                   | Jetse Bol            | Join-S\|De Rijke       | z.t.     |
| 6                   | Edgar Pinto          | Skydive Dubai          | z.t.     |
| 7                   | Javier Moreno        | Movistar               | z.t.     |
| 8                   | Delio Fernández      | W52-Quinta da Lixa     | z.t.     |
| 9                   | Adrián González      | Murias Taldea          | z.t.     |
| 10                  | Samuel Caldeira      | W52-Quinta da Lixa     | z.t.     |

### 3e etappe
| Zamora – Alto de Lubián (179,2 km) |                   |                        |          |
| Plaats                             | Naam              | Ploeg                  | Tijd     |
| Winnaar                            | Pierre Rolland    | Europcar               | 4u38'35" |
| 2                                  | Beñat Intxausti   | Movistar               | + 12"    |
| 3                                  | Igor Antón        | Movistar               | + 18"    |
| 4                                  | Rodolfo Torres    | Colombia               | + 20"    |
| 5                                  | Maxime Méderel    | Europcar               | + 43"    |
| 6                                  | Jevgeni Sjaloenov | Lokosphinx             | + 47"    |
| 7                                  | Delio Fernández   | W52-Quinta da Lixa     | z.t.     |
| 8                                  | Peio Bilbao       | Caja Rural-Seguros RGA | z.t.     |
| 9                                  | Romain Sicard     | Europcar               | z.t.     |
| 10                                 | David Belda       | Burgos BH              | + 54"    |
|                                    |                   |                        |          |
| 21                                 | Jetse Bol         | Join-S\|De Rijke       | + 1'54"  |

## Eindklassementen
| Plaats      | Naam                | Ploeg                  | Tijd      |
| ----------- | ------------------- | ---------------------- | --------- |
| Zwarte trui | Pierre Rolland      | Europcar               | 13u18'36" |
| 2           | Beñat Intxausti     | Movistar               | + 16"     |
| 3           | Igor Antón          | Movistar               | + 24"     |
| 4           | Peio Bilbao         | Caja Rural-Seguros RGA | + 47"     |
| 5           | Delio Fernández     | W52-Quinta da Lixa     | + 57"     |
| 6           | Romain Sicard       | Europcar               | z.t.      |
| 7           | Javier Moreno       | Movistar               | + 1'07"   |
| 8           | Rodolfo Torres      | Colombia               | + 1'27"   |
| 9           | Alejandro Marque    | Efapel                 | + 1'39"   |
| 10          | Francisco Mancebo   | Skydive Dubai          | + 1'49"   |
| 11          | Jevgeni Sjaloenov   | Lokosphinx             | + 1'54"   |
| 12          | Maxime Méderel      | Europcar               | + 2'00"   |
| 13          | Jetse Bol           | Join-S\|De Rijke       | + 2'04"   |
| 14          | Federico Figueiredo | Rádio Popular-Boavista | + 2'30"   |
| 15          | Edgar Pinto         | Skydive Dubai          | + 2'33"   |
| 16          | Daniel Silva        | Rádio Popular-Boavista | + 2'42"   |
| 17          | Walter Pedraza      | Colombia               | + 2'48"   |
| 18          | David Belda         | Burgos BH              | + 2'54"   |
| 19          | David Rodrigues     | Rádio Popular-Boavista | + 3'01"   |
| 20          | Sergej Sjilov       | Lokosphinx             | + 3'06"   |

| Plaats      | Naam           | Ploeg                  | Punten |
| ----------- | -------------- | ---------------------- | ------ |
| Groene trui | Peio Bilbao    | Caja Rural-Seguros RGA | 42     |
| 2           | Carlos Barbero | Caja Rural-Seguros RGA | 36     |
| 3           | Pierre Rolland | Europcar               | 27     |
|             |                |                        |        |
| 6           | Jetse Bol      | Join-S\|De Rijke       | 20     |

| Plaats    | Naam            | Ploeg                  | Punten |
| --------- | --------------- | ---------------------- | ------ |
| Rode trui | Garikoitz Bravo | Murias Taldea          | 16     |
| 2         | José Gonçalves  | Caja Rural-Seguros RGA | 12     |
| 3         | Pierre Rolland  | Europcar               | 10     |

| Plaats      | Naam            | Ploeg    | Punten |
| ----------- | --------------- | -------- | ------ |
| Blauwe trui | Pierre Rolland  | Europcar | 7      |
| 2           | Beñat Intxausti | Movistar | 11     |
| 3           | Igor Antón      | Movistar | 19     |

| Plaats | Ploeg            | Tijd     |
| ------ | ---------------- | -------- |
|        | Movistar         | 39u5745" |
| 2      | Europcar         | + 3"     |
| 3      | Lokosphinx       | + 5'37"  |
|        |                  |          |
| 13     | Join-S\|De Rijke | + 19'34" |

## Klassementenverloop
| Etappe       | Winnaar        | Algemeen klassement · | Puntenklassement · | Bergklassement · | Combinatieklassement · | Ploegenklassement ·    |
| ------------ | -------------- | --------------------- | ------------------ | ---------------- | ---------------------- | ---------------------- |
| 1            | Peio Bilbao    | Peio Bilbao           | Peio Bilbao        | José Gonçalves   | Peio Bilbao            | Caja Rural-Seguros RGA |
| 2            | Sergej Sjilov  | Carlos Barbero        | Carlos Barbero     | José Gonçalves   | Carlos Barbero         | Europcar               |
| 3            | Pierre Rolland | Pierre Rolland        | Peio Bilbao        | Garikoitz Bravo  | Pierre Rolland         | Movistar               |
| 0Eindstanden | 0Eindstanden   | Pierre Rolland        | Peio Bilbao        | Garikoitz Bravo  | Pierre Rolland         | Movistar               |

1985 · 1986 · 1987 · 1988 · 1989 · 1990 · 1991 · 1992 · 1993 · 1994 · 1995 · 1996 · 1997 · 1998 · 1999 · 2000 · 2001 · 2002 · 2003 · 2004 · 2005 · 2006 · 2007 · 2008 · 2009 · 2010 · 2011 · 2012 · 2013 · 2014 · 2015 · 2016 ·2017 · 2018 · 2019 · 2020 · 2021 · 2022 · 2023 · 2024
Etappewedstrijden

 Ster van Bessèges · 
 Ronde van de Algarve · 
 Ruta del Sol · 
 Ronde van de Haut-Var · 
 Driedaagse van West-Vlaanderen · 
 Internationale Wielerweek · 
 Internationaal Wegcriterium · 
 Driedaagse van De Panne-Koksijde · 
 Ronde van de Sarthe · 
 Ronde van Castilië en León · 
 Ronde van Trentino · 
 Ronde van Kroatië · 
 Ronde van Turkije · 
 Ronde van Yorkshire · 
 Ronde van Asturië · 
 Vierdaagse van Duinkerke · 
 Ronde van Azerbeidzjan · 
 Ronde van Madrid · 
 Ronde van Beieren · 
 Ronde van Picardië · 
 Ronde van Noorwegen · 
 World Ports Classic · 
 Tour des Fjords · 
 Ronde van Estland · 
 Ronde van België · 
 Ronde van Luxemburg · 
 Boucles de la Mayenne · 
 Ster ZLM Toer · 
 Ronde van Slovenië · 
 Route du Sud · 
 Sibiu Cycling Tour · 
 Ronde van Oostenrijk · 
 Ronde van Wallonië · 
 Ronde van Portugal · 
 Ronde van Burgos · 
 Ronde van Denemarken · 
 Ronde van de Ain · 
 Ronde van Tsjechië · 
 Arctic Race of Norway · 
 Ronde van de Limousin · 
 Ronde van Poitou-Charentes · 
 Ronde van Groot-Brittannië · 
 Ronde van Gévaudan Languedoc-Roussillon · 
 Eurométropole Tour
Eendaagse wedstrijden

 Trofeo Santanyí-Ses Salines-Campos · 
 Trofeo Andratx-Mirador d'Es Colomer · 
 Trofeo Serra de Tramuntana · 
 Trofeo Playa de Palma-Palma · 
 GP La Marseillaise · 
 Grote Prijs van de Etruskische Kust · 
 Ronde van Murcia · 
 Clásica de Almería · 
 Trofeo Laigueglia · 
 Omloop Het Nieuwsblad · 
 Classic Sud Ardèche · 
 GP Lugano · 
 La Drôme Classic · 
 Kuurne-Brussel-Kuurne · 
 Le Samyn · 
 Strade Bianche · 
 Ronde van Drenthe · 
 Dwars door Drenthe · 
 Nokere Koerse · 
 GP Nobili Rubinetterie · 
 Handzame Classic · 
 Ronde van Zeeland Seaports · 
 Classic Loire-Atlantique · 
 Grote Prijs van Cholet-Pays de Loire · 
 Dwars door Vlaanderen · 
 Classica Corsica · 
 Route Adélie de Vitré · 
 Grote Prijs Miguel Indurain · 
 Volta Limburg Classic · 
 Ronde van La Rioja · 
 Parijs-Camembert · 
 Scheldeprijs · 
 Klasika Primavera · 
 Brabantse Pijl · 
 GP Denain · 
 Ronde van de Finistère · 
 Tro Bro Léon · 
 La Roue Tourangelle · 
 Ronde van de Apennijnen · 
 Grote Prijs van de Somme · 
 Grote Prijs van Plumelec · 
 ProRace Berlin · 
 Boucles de l'Aulne · 
 GP Kanton Aargau · 
 Ronde van Keulen · 
 Ronde van Limburg · 
 Velothon Wales · 
 Halle-Ingooigem · 
 Trofeo Matteotti · 
 GP Cerami · 
 GP Industria & Artigianato-Larciano · 
 Prueba Villafranca de Ordizia · 
 Ronde van Toscane · 
 Circuito de Getxo · 
 Polynormande · 
 RideLondon Classic · 
 GP Stad Zottegem · 
 Arnhem-Veenendaal Classic · 
 GP Jef Scherens · 
 Druivenkoers Overijse · 
 Schaal Sels · 
 Brussels Cycling Classic · 
 GP Fourmies · 
 Velothon Stockholm · 
 Ronde van de Doubs · 
 Coppa Bernocchi · 
 Coppa Agostoni · 
 GP van Wallonië · 
 Kampioenschap van Vlaanderen · 
 Memorial Marco Pantani · 
 Grote Prijs Impanis-Van Petegem · 
 GP van Isbergues · 
 GP Industria & Commercio di Prato · 
 Omloop van het Houtland · 
 Duo Normand · 
 Ronde van de Drie Valleien · 
 Milaan-Turijn · 
 Ronde van Piemonte · 
 Ronde van het Münsterland · 
 Ronde van de Vendée · 
 Memorial Frank Vandenbroucke · 
 Coppa Sabatini · 
 Parijs-Bourges · 
 Ronde van Emilia · 
 GP Beghelli · 
 Parijs-Tours · 
 Nationale Sluitingsprijs · 
 Chrono des Nations